# ネパール山岳協会
ネパール山岳協会（ネパール さんがく きょうかい、英: Nepal Mountaineering Association、NMA）は、ネパール国内における登山活動の統括を行う団体である。1973年設立で、資源保護、民族の文化遺産保護および促進などを行う。下記33山の登山許可を発行する権限を有する。
エクスペディション・ピーク（グループ"A"）15座とクライミング・ピーク（グループ"B"）18座を定め、外国人登頂の際には登山料を支払うことになっている。
登山に関するマナーへの提言なども行っている。